# Ladysmith Black Mambazo
Ladysmith Black Mambazo é um grupo vocal masculino sul-africano formado no início da década de 1960, cantando em ritmos tradicionais locais.  Eles ganharam destaque em todo o mundo ao participarem do álbum do músico estadunidense Paul Simon, Graceland, lançado em 1986, ganhando diversos prêmios, incluindo três Grammy Awards. A banda foi formada por Joseph Shabalala em 1960 e se tornou um dos artistas mais prolíficos da África do Sul, com seus lançamentos, recebendo discos de ouro e platina. O grupo tornou-se uma academia móvel, ensinando as pessoas ao redor do mundo sobre a África do Sul e sua cultura.